# Клемент, Минна Августовна
Минна Августовна Клемент (27 августа 1911, Ополье, Санкт-Петербургская губерния — 25 декабря 2001, Таллин) — советская эстонская учёная в области сельского хозяйства.

## Биография
Минна Августовна Клемент родилась 27 августа 1911 года в деревне Ополье Ямбургского уезда (ныне — в Кингисеппском районе Ленинградской области).
Окончила Ленинградский институт механизации и электрификации сельского хозяйства в 1938 году и начала работать механиком в Буринском зерносовхозе в Челябинской области.
С 1945 по 1948 год Клемент занимала должность заместителя начальника сельскохозяйственного отдела ЦК КПЭ и начальника управления совхозов, а с 1948 по 1954 год — первого заместителя министра совхозов ЭССР. Она была ректором Эстонской сельскохозяйственной академии с 1954 по 1969 год и доцентом кафедры механизации этой академии с 1969 по 1974 год.
Клемент была заместителем председателя Верховного Совета ЭССР в 1959—1967 годах и членом ЦК КПЭ — в 1964—1966 годах .
Клемент была награждена орденом Трудового Красного Знамени и тремя орденами Знак Почёта .